# Sphenoptera bayoni
Sphenoptera bayoni es una especie de escarabajo del género Sphenoptera, familia Buprestidae. Fue descrita científicamente por Kerremans en 1910.

## Distribución
Habita en la región afrotropical.